# Wybory parlamentarne w Niemczech w 1972 roku
Wybory do niższej izby parlamentu Republiki Federalnej Niemiec (Bundestagu), odbyły się 19 listopada 1972 roku. Ponownie zwyciężyła koalicja SPD-FDP, kanclerzem pozostał Willy Brandt, jednak w 1974 roku Brandt podał się do dymisji w związku z aferą w jaką wmieszany był jeden z jego asystentów. Koalicja SPD-FDP się utrzymała, kaclerzem został Helmut Schmidt.

## Wyniki wyborów
| Partia                                  | Głosy      | %      | Zmiana | Miejsca | Zmiana | % miejsc |
| --------------------------------------- | ---------- | ------ | ------ | ------- | ------ | -------- |
| Sozialdemokratische Partei Deutschlands | 17,175,169 | 45.85% | +3.18% | 230     | +6     | 46.4%    |
| Freie Demokratische Partei              | 3,129,982  | 8.36%  | +2.59% | 41      | +11    | 8.3%     |
| Christlich-Demokratische Union          | 13,190,837 | 35.21% | -1.4%  | 177     | -16    | 35.7%    |
| Christlich-Soziale Union                | 3,615,183  | 9.65%  | +0.2%  | 48      | -1     | 9.7%     |
| Inne partie                             | 348,579    | 0.93%  |        | 0       |        | 0.0%     |
| Razem                                   | 37,459,750 | 100.0% |        | 496     | +0     | 100.0%   |